# Troy Carter
Troy Anthony Carter (Nueva Orleans, 26 de octubre de 1963) es un político estadounidense que se desempeña como miembro de la Cámara de Representantes por el 2.º distrito congresional de Luisiana desde 2021. Anteriormente fue miembro del Senado estatal de Luisiana por el 7.° distrito. Es miembro del Partido Demócrata, también sirvió en el Concejo Municipal de Nueva Orleans y como miembro de la Cámara de Representantes de Luisiana.